# Bourbonnais
|  | Aquest article tracta sobre la vila d'Illinois. Si cerqueu la regió francesa, vegeu «Borbonès». |

Bourbonnais és una vila dels Estats Units a l'estat d'Illinois. Segons el cens del tenia 15.256 habitants.

## Demografia
Segons el cens del 2000, Bourbonnais tenia 15.256 habitants, 5.341 habitatges, i 3.818 famílies. La densitat de població era de 1.275 habitants/km².
Dels 5.341 habitatges en un 37,9% hi vivien nens de menys de 18 anys, en un 57,1% hi vivien parelles casades, en un 11,2% dones solteres, i en un 28,5% no eren unitats familiars. En el 22,6% dels habitatges hi vivien persones soles el 7% de les quals corresponia a persones de 65 anys o més que vivien soles. El nombre mitjà de persones vivint en cada habitatge era de 2,58 i el nombre mitjà de persones que vivien en cada família era de 3,07.
Per edats la població es repartia de la següent manera: un 25,5% tenia menys de 18 anys, un 15,5% entre 18 i 24, un 27,9% entre 25 i 44, un 21,8% de 45 a 60 i un 9,3% 65 anys o més.
L'edat mediana era de 32 anys. Per cada 100 dones de 18 o més anys hi havia 86,2 homes.
La renda mediana per habitatge era de 49.329 $ i la renda mediana per família de 57.086 $. Els homes tenien una renda mediana de 42.216 $ mentre que les dones 26.796 $. La renda per capita de la població era de 22.476 $. Aproximadament el 5,2% de les famílies i el 6,5% de la població estaven per davall del llindar de pobresa.

## Poblacions properes
El següent diagrama mostra les poblacions més properes.